# Dyspteris suffectaria
Dyspteris suffectaria är en fjärilsart som beskrevs av Heinrich Benno Möschler 1887. Dyspteris suffectaria ingår i släktet Dyspteris och familjen mätare. Inga underarter finns listade i Catalogue of Life.